# Famille Bragadin
Pour les articles homonymes, voir Bragadin.
 (août 2024).
La famille Bragadin (ou Bragadini) est une famille patricienne de Venise.

## Historique
Elle a possédé des îles en Dalmatie, dont Veglia.

## Armes

Les armes de la famille

Les armes des Bragadin se blasonnent ainsi d'un écu coupé d'azur et d'argent avec une croix de gueules.

## Personnalités
- Bartolomeo Bragadin Poète, mort en 1507 ; sa tombe est sur la contre-façade de la Basilique de San Zanipolo ;
- Marcantonio Bragadin (1523–1571), militaire qui vécut le martyre après la prise de Famagouste en 1571 ;
- Marcantonio Bragadin (1591-1658) cardinal ;
- Matteo Bragadin (1689–1767), Homme politique ;
- Vincenzo Bragadin (1691-1762), évêque ;
- Giovanni Bragadin (1699-1775), Patriarche de Venise ;
- Vittorio Bragadin (1920-1941), pilote ;
- Marcantonio Bragadin (1906-1986), amiral.

## Demeures

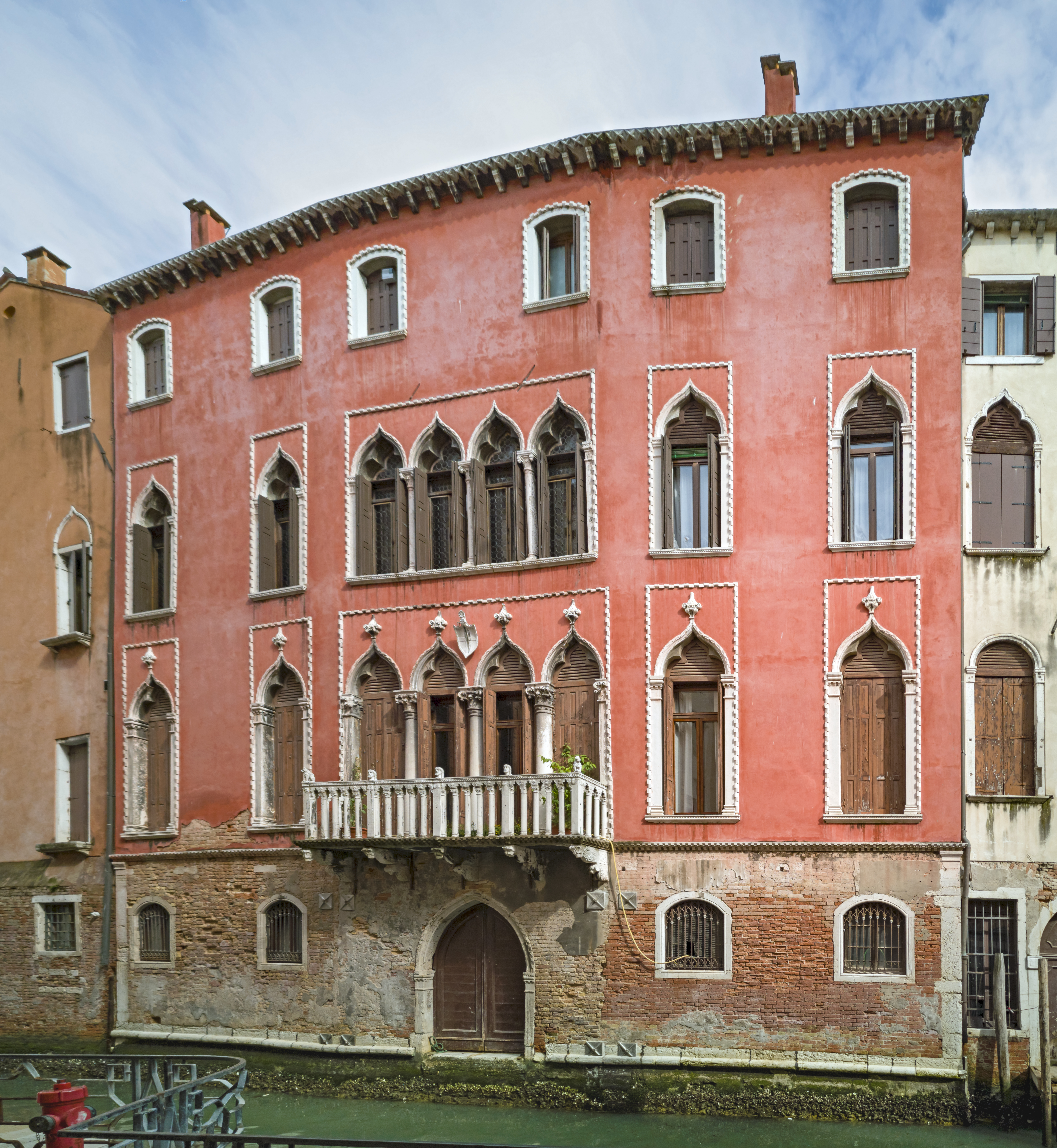
Ca' Bragadin Carabba sur le Rio de San Lio
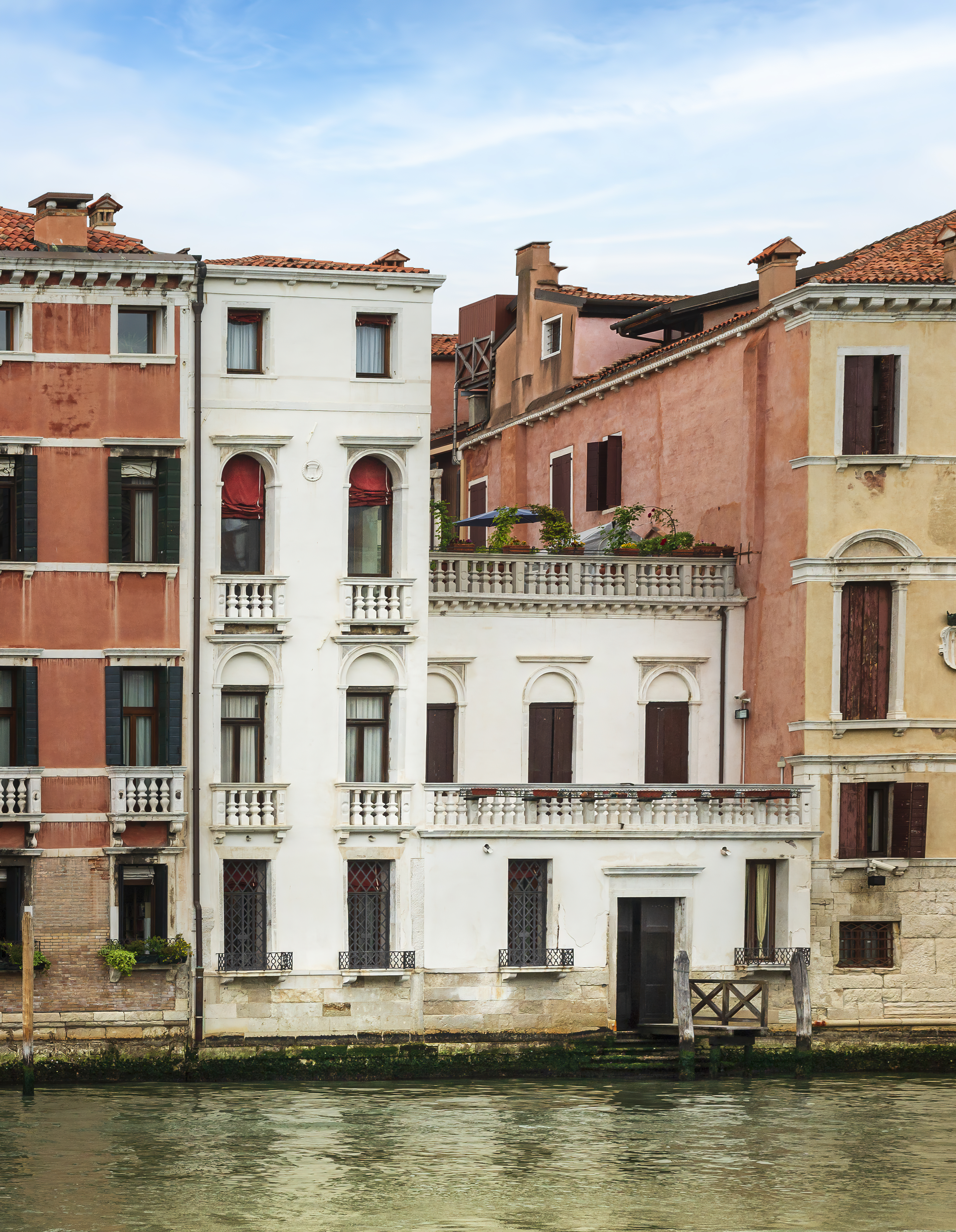
Le Palais Bragadin Velluti sur le Grand Canal